# Добель
Добель (нем. Dobel) — община в Германии, курорт, расположен в земле Баден-Вюртемберг. 
Подчиняется административному округу Карлсруэ. Входит в состав района Кальв.  Население составляет 2251 человек (на 31 декабря 2010 года). Занимает площадь 18,43 км².
Коммуна подразделяется на 2 сельских округа.